# Coniopteryx (Coniopteryx) tagalica
Coniopteryx (Coniopteryx) tagalica is een insect uit de familie van de dwerggaasvliegen (Coniopterygidae), die tot de orde netvleugeligen (Neuroptera) behoort. 
Coniopteryx (Coniopteryx) tagalica is voor het eerst wetenschappelijk beschreven door Banks in 1937.